# Salvatore Frascino
Salvatore Frascino (Acquaformosa, 21 novembre 1899 – Grosseto, 13 maggio 1969) è stato un critico letterario, educatore e dantista italiano.

## Biografia
Originario della provincia di Cosenza, si laureò in lettere all'Università di Roma, dove fu allievo di Vittorio Rossi e Cesare De Lollis. Da quest'ultimo venne chiamato a collaborare con la rivista La Cultura. Dopo avere insegnato nei licei di Palermo, Roma e Firenze, fu trasferito al "Carducci-Ricasoli" di Grosseto, istituto del quale fu anche preside a partire dal 1953 e pubblicando più volte sull'Annuario importanti contributi alla critica dantesca.
Fu autore di minuziosi studi su Dante Alighieri, soprattutto sulla Commedia, pubblicati su riviste specializzate come il Giornale storico della letteratura italiana e Civiltà moderna. Fondamentale il suo Suono e pensiero nella poesia dantesca, analisi dettagliata sull'endecasillabo in rapporto al suono degli elementi vocali del verso.
A lui si deve il completamento del Commento alla Divina Commedia, lasciato incompiuto da Vittorio Rossi e finito di dare alle stampe nel 1948.

## Opere (selezione)
- Testi italiani antichi, M. Neymeier, 1925.
- La colpa dei suicidi nel concetto di Dante, in Giornale storico della letteratura italiana, XC, 1927.
- Suono e pensiero nella poesia dantesca, in Giornale storico della letteratura italiana, suppl. 24, 1928.
- Cesare, Catone e Bruto nella concezione dantesca, in Civiltà moderna, II, 1930.
- La personalità di Sordello da Goito nel Purgatorio dantesco, in Annuario del Liceo-ginnasio Carducci-Ricasoli di Grosseto, 1932-1935.
- Commento alla Divina Commedia, con Vittorio Rossi, Milano-Roma, 1947-1948.
- Il preludio del poema dantesco, in Annuario del Liceo-ginnasio Carducci-Ricasoli di Grosseto, 1954-1957.
- Luoghi, fatti e personaggi maremmani nella Divina Commedia, con una questione sulla interpretazione della oscurità di Santa Fiora, in Bollettino della Società Storica Maremmana, XV, 1967.